# الظاهرية (محافظة ضرية)
الظاهرية هو مركزٌ سعوديٌ تابعٌ لمحافظة ضرية التابعة لمنطقة القصيم، في المملكة العربية السعودية. المركز من الفئة (أ)، ورمزه 1874 حسب دليل الترميز الموحد للمناطق الإدارية بالمملكة العربية السعودية.
رئيس مركز الظاهرية هو عبدالاله خاتم عميش الميزاني وسكانها هم القحومة من ذوي ميزان من قبيلة مطير.